# Gouren

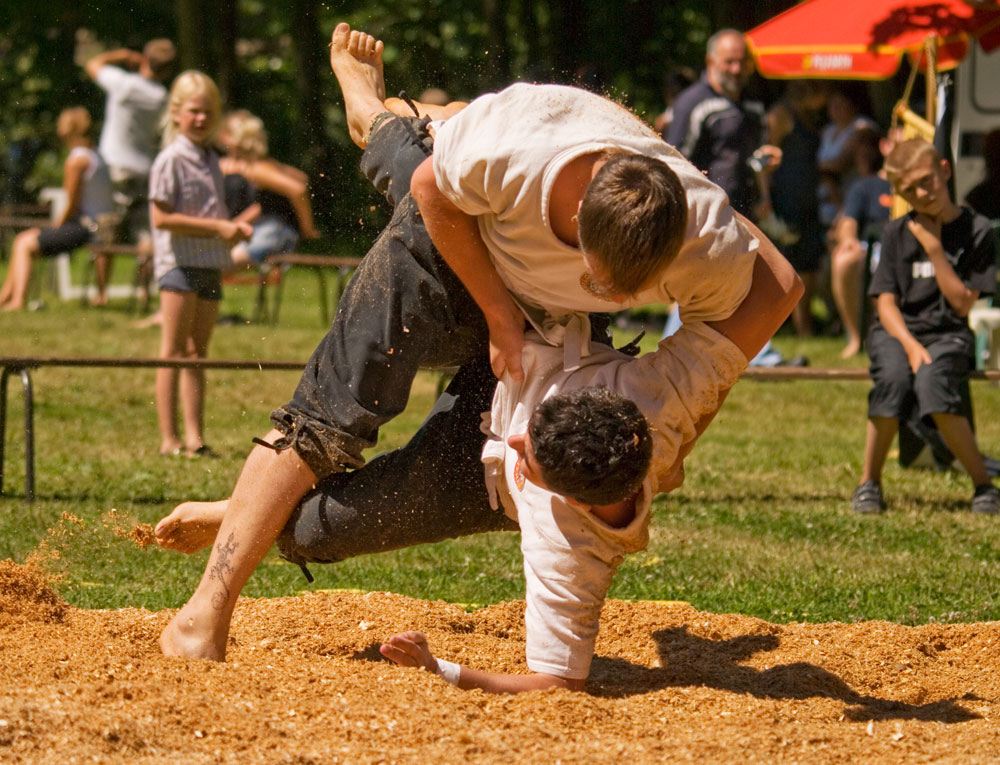
Combate entre 2 luchadores durante un torneo en Guingamp.

Gouren es un estilo de la lucha tradicional que se ha practicado en Bretaña durante siglos. En Francia, el gouren es supervisado por la Fédération Française de Lutte (Federación francesa de lucha).

## Historia
El Gouren llegó en la península Armórica en el siglo IV con la gran afluencia de bretones, procedentes de las islas. Inicialmente, eran solamente los nobles los que lo practicaban, pero su práctica acabó por extenderse al resto de la gente. Mantiene la nobleza del código de caballería entre los luchadores, que realizan un juramento de deportividad antes del combate.
Seguía siendo popular en Bretaña hacia el principio del siglo XX, con competiciones cada domingo en algunas aldeas pequeñas. Estos torneos fueron amenazados con la llegada de nuevos deportes tales como el fútbol y el ciclismo.
En 1930, para evitar que la práctica del Gouren cayera en el olvido, el Dr Charles Cottonec le dio nuevos alientos al deporte con la creación de un sistema de reglas y la primera federación de este deporte, que sigue estando activa hoy.
Hoy, el Gouren está bien organizado. Tiene su propia federación, clubs (skoliou), y sus propios campeonatos europeos que se disputan cada dos años.
Gouren también ha guardado sus lazos culturales, y se pueden ver reflejos de esta lucha a través de la música y las danzas tradicionales bretonas.

## Reglas
Los luchadores, que tienen que ir descalzos, usan una chaqueta blanca especial (roched) atada con una correa y pantalones (bragoù), e intentan llevarse al suelo, mediante agarres a la chaqueta del contrario. Se declara una victoria (lamm) cuando el perdedor está en el suelo sobre su espalda, y el ganador que está de pie, éste controlando generalmente por encima al oponente. Cada combate dura siete minutos como máximo.